# Жоли, Мелани
Мелани Жоли (фр. Mélanie Joly; род. 16 января 1979, Монреаль, Квебек) — канадский юрист, политический и государственный деятель. Член Либеральной партии Канады. Член Палаты общин Канады от избирательного округа Анунтсик — Картьевилль. Действующий министр иностранных дел Канады с 26 октября 2021 года. В прошлом — министр экономического развития и официальных языков Канады и министр, ответственный за Федеральную инициативу экономического развития Северного Онтарио (2019—2021), министр туризма, официальных языков и Франкофонии Канады (2018—2019), министр по делам наследия Канады (2015—2018). Участвовала в выборах мэра Монреаля в 2013 году, заняла второе место.

## Биография
Мелани Жоли родилась в 1979 году в северном районе Монреаля Ахунцич. Отец Мелани Жоли — Клемент Жоли, бухгалтер, который был президентом финансового комитета Либеральной партии в Квебеке и менеджером Управления безопасности воздушного транспорта Канады с 2002 по 2007 год.
В 2001 году Мелани Жоли получила степень бакалавра в области права в Университете Монреаля. А в 2003 году получила степень магистра в области сравнительного и публичного правоведения в Оксфордском университете.
В начале своей карьеры Жоли занималась юридической практикой в двух крупных юридических фирмах Монреаля. В основном она работала в области гражданского и коммерческого судопроизводства.
В 2013 году была назначена главой Консультативного комитета Квебека в предвыборной кампании Либеральной партии Канады под руководством Джастина Трюдо.
Также в 2013 году Жоли основала партию Vrai changement pour Montréal и выдвинула свою кандидатуру на участие в выборах мэра Монреаля. 3 ноября она набрала 26,50 % голосов избирателей, уступив победителю Дени Кодеру.
В 2015 году Жоли оставила муниципальную политику и объявила о своём намерении участвовать в федеральных выборах 2015 года от Либеральной партии. Жоли прошла в парламент в округе Анунтсик — Картьевилль, набрав 47,50 % голосов. В том же году она была назначена министром канадского наследия. 28 августа 2018 года Жоли стала министром туризма, официальных языков и Франкофонии. В ноябре 2019 года заняла пост министра экономического развития и официальных языков и министра, ответственного за Федеральную инициативу экономического развития Северного Онтарио.
26 октября 2021 года получила портфель министра иностранных дел Канады, сменила Марка Гарно.
14 марта 2025 года при формировании правительства Карни в дополнение к имеющейся должности получила портфель министра международного развития.
13 мая 2025 года в ходе масштабных перестановок в Кабинете по итогам парламентских выборов Мелани Жоли перемещена в кресло главы Службы регистрации актов гражданского состояния, а также назначена министром промышленности и министром, ответственным за Агентство экономического развития Канады в регионах Квебека. Портфель министра международного развития упразднён, и преемник Жоли Рандип Сараи получил статус государственного секретаря по вопросам международного развития.

## Труды
Является автором книги Changing the Rules of the Game, в которой она делится своим видением государственной политики и гражданской активности.

## Награды
- Орден княгини Ольги III степени (23 августа 2022 года, Украина) — за значительные личные заслуги в укреплении межгосударственного сотрудничества, поддержку государственного суверенитета и территориальной целостности Украины, весомый вклад в популяризацию Украинского государства в мире[10].